# Katrina Porter
Katrina Porter (Perth, 29 de noviembre de 1988) es una nadadora paralímpica australiana. Nació en Perth con artrogriposis múltiple congénita, una condición que causa debilidad muscular y rigidez en las articulaciones. Utilizó la hidroterapia cuando era niña y pasó a la natación de competición a la edad de diez años.

## Carrera deportiva

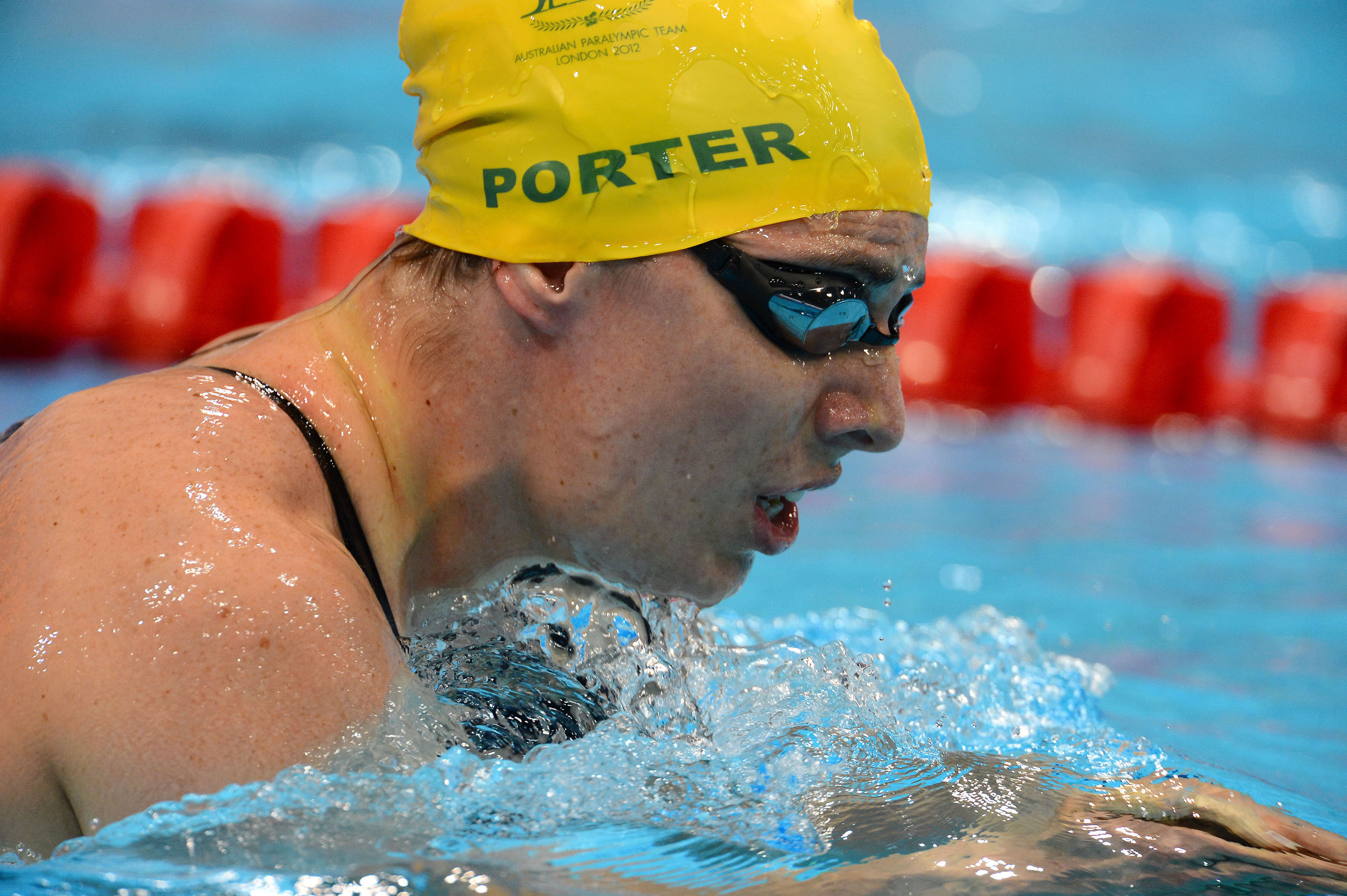
Porter en los Juegos Paralímpicos de Londres 2012.

Compitió en tres pruebas pero no ganó ninguna medalla en los Juegos Paralímpicos de Atenas 2004. En los  Campeonato Mundial de Natación Adaptada del IPC de 2006 en Durban, Sudáfrica, ganó una medalla de bronce en los 100 metros braza femenino SB6. En los Juegos Paralímpicos de Pekín 2008, compitió en cinco pruebas y ganó una medalla de oro en la prueba de 100 metros espalda S7, en un récord mundial, por lo que recibió una medalla de la Orden de Australia.
Ha sido becaria de natación paralímpica del Instituto Australiano de Deportes. Es becaria del Instituto de Deportes de Australia Occidental.
En 2010, fue finalista del premio al Joven Australiano del Año de Australia Occidental.  En 2011, fue nombrada Nadadora Multicategoría del Año de Australia Occidental.[6] Su excompañero Michael Hartnett ha representado a Australia en el baloncesto en silla de ruedas.